# Victrix griseola
Victrix griseola är en fjärilsart som beskrevs av Rothschild. Victrix griseola ingår i släktet Victrix och familjen nattflyn. Inga underarter finns listade i Catalogue of Life.